# Бражник винный
Бражник винный, или бражник средний винный (Deilephila elpenor) — бабочка из семейства бражников (Sphingidae). Назван в честь Эльпенора, спутника Одиссея, который в опьянении свалился с крыши дворца Кирки и разбился насмерть.

## Описание
Размах крыльев 50—70 мм. Окраска передних кpыльев и тела оливково-розовая с поперечными косыми розовыми перевязями на передних крыльях. Задние крылья в своём основании чёрные.

## Ареал
Широко распространён в Палеарктике, от Европы вкл. Средний и Южный Урал, через север Турции, Северный Иран, Афганистан, восток Средней Азии, Казахстан, юг Сибири до Центральной Якутии, Приамурья, Приморья, Сахалина, Южных Курил; встречается в Северной Индии, Непале, севере Индокитая, Китае, Корее и Японии.

## Биология
Время лёта — с середины мая до середины августа, одно, местами — два поколения.

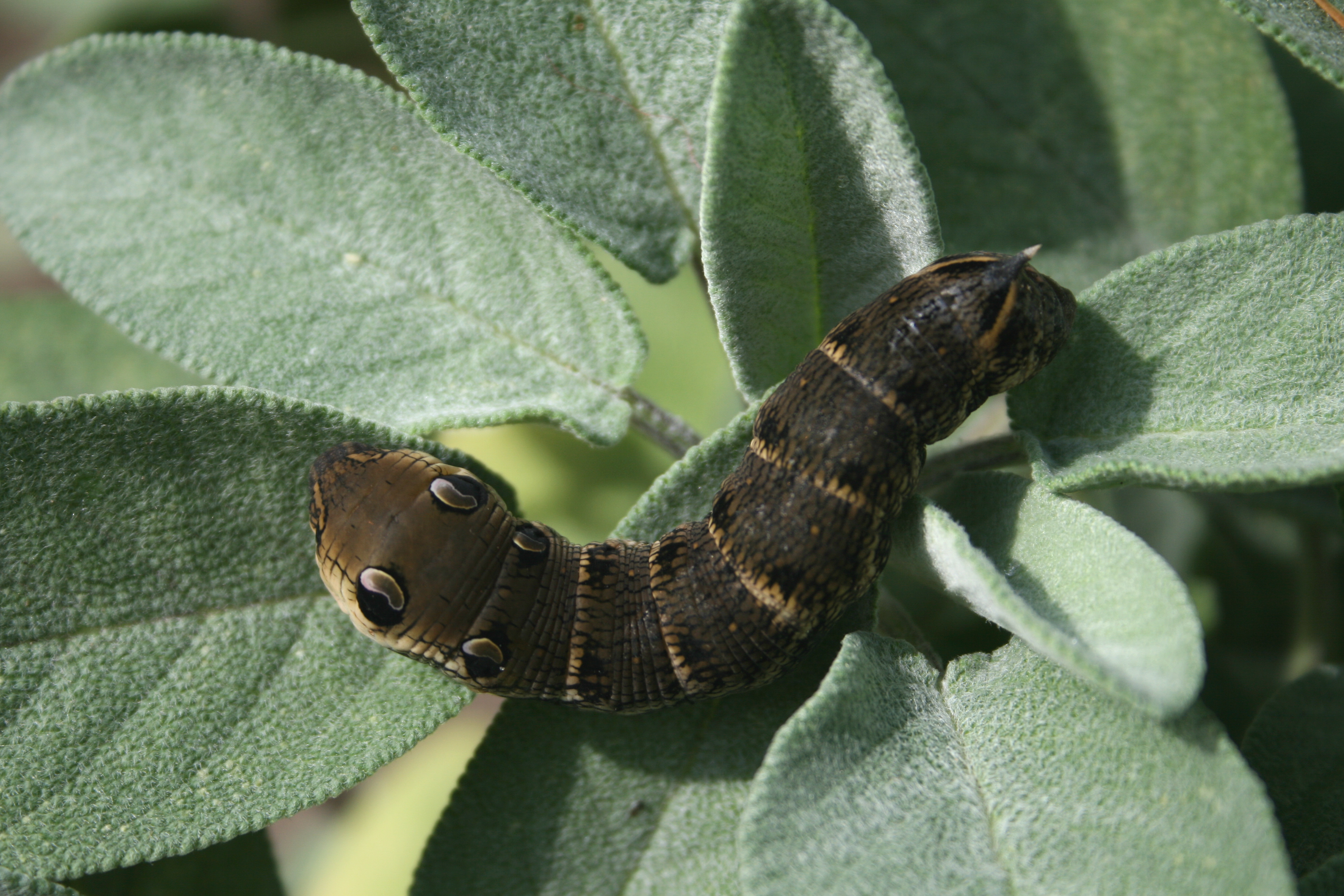

Стадия гусеницы — с середины июня до августа. Цвет гусеницы варьирует от светло-зеленого до коричневого и почти черного, на 4-м и 5-м кольцах имеются «глазки» с тёмным ядром и белой каймой. Рог короткий, чёрно-коричневый. Кормовые растения гусениц — кипрей (Epilobium angustifolium и Е. hirsutum) и иван-чай (Chamerion); реже подмаренник, недотрога, виноград. Окукливание на почве, зимует куколка.